# 미사일 방어

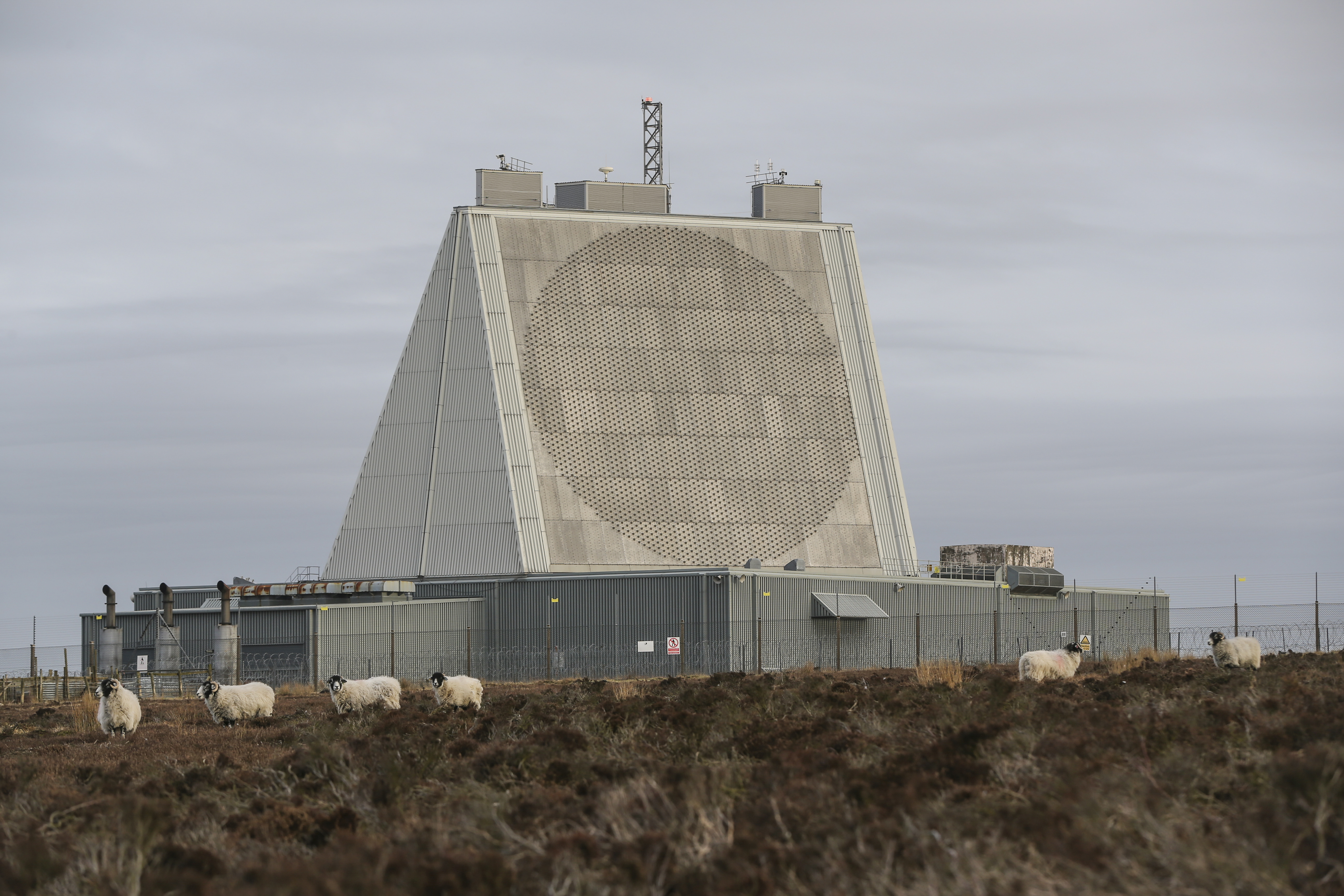
AN/FPS-126 페이브 포 조기경보레이다

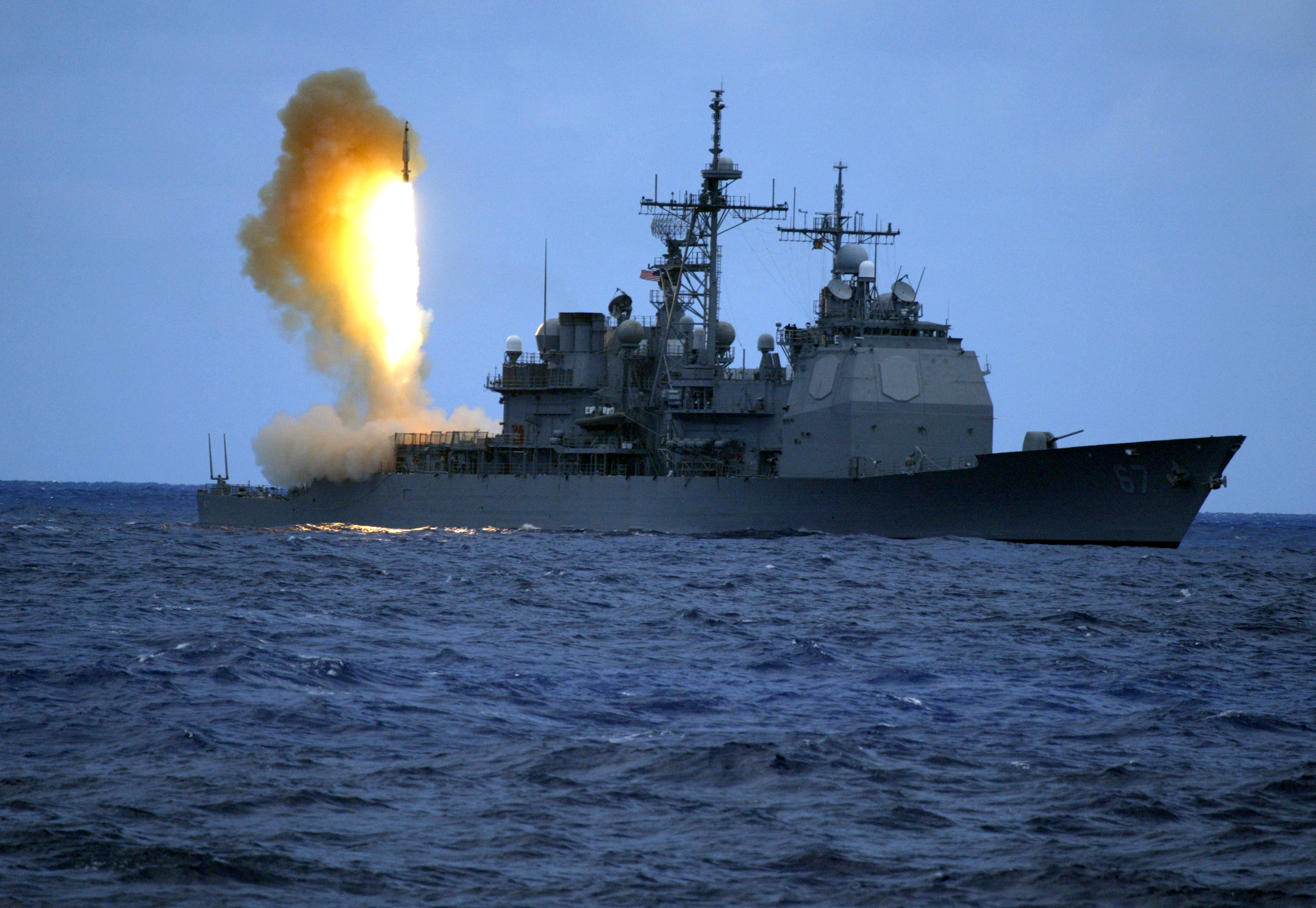
이지스함의 SM-3 미사일

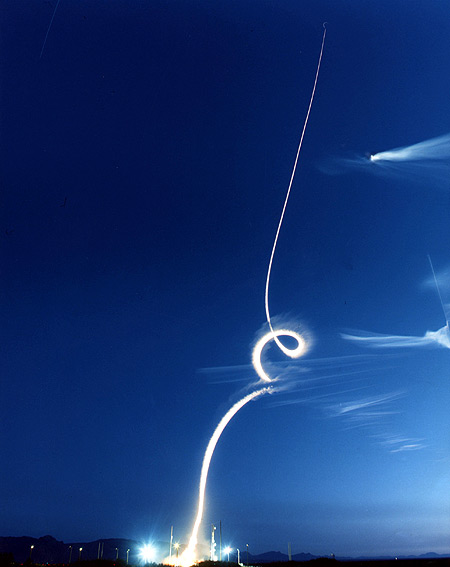
사드

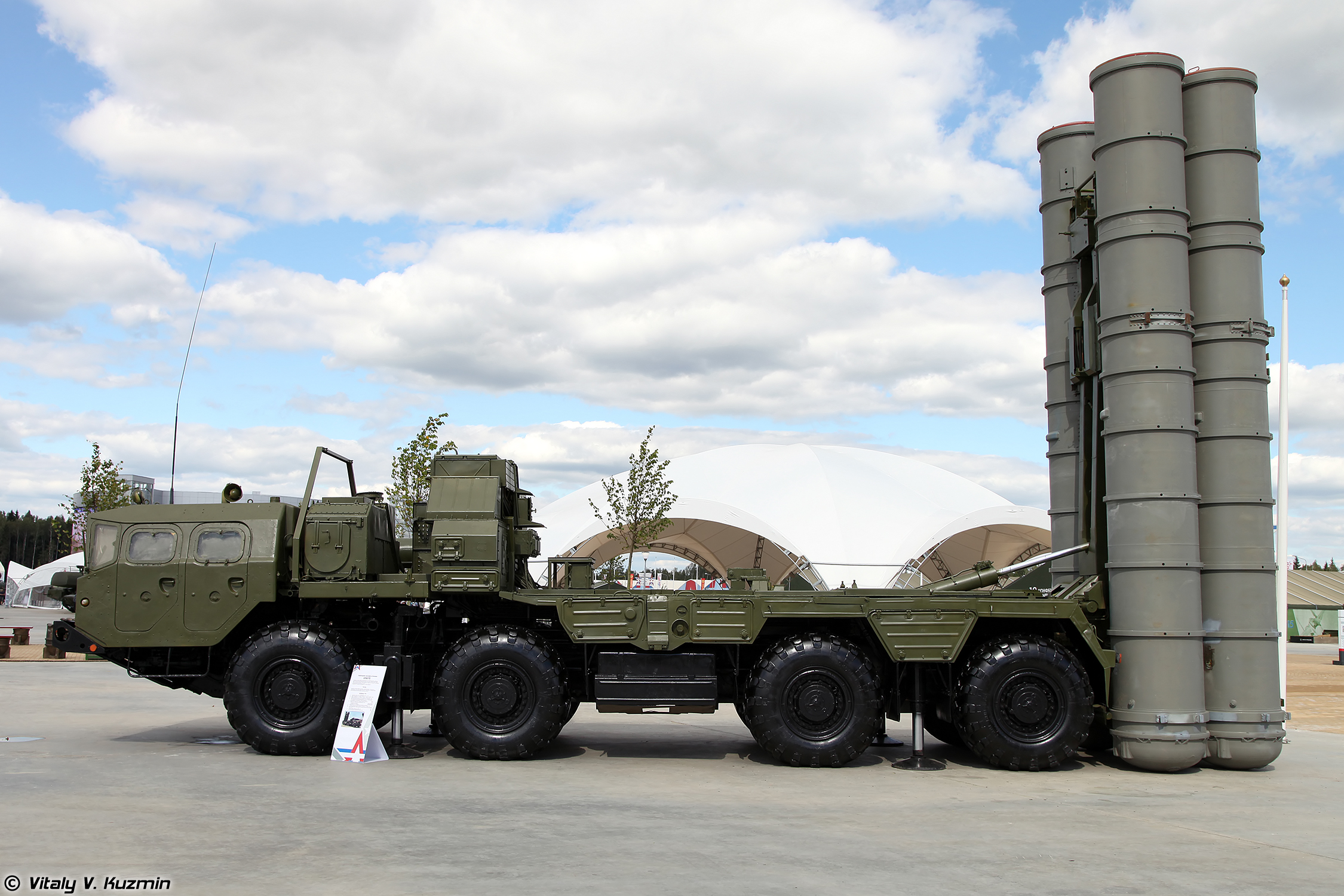
러시아판 패트리어트인 S-300

일본판 패트리어트인 03식 지대공유도탄

미사일/유도탄 방어(誘導彈防禦, 영어: missile defense, MD)는 공격해오는 유도탄들을 탐지, 추적, 요격, 파괴하는 무기 시스템 또는 무기 개발 프로그램 또는 기술을 일컫는 용어지만, 아직 의미가 확정된 용어가 아니기에, 정확한 뜻은 바뀔 수 있다.
미국에서 처음 이 용어가 등장했을 당시의 뜻은 "핵탄두를 갖춘 대륙간탄도유도탄 방어"를 의미했으며, 현재도 종종 이 뜻으로 쓰이고 있다. 그러나, 지금은 단거리 재래식 전술(Tactical) 또는 전역(Theater) 유도탄들에 대한 방어도 포함하는 뜻으로 사용된다. 가장 자주 쓰이는 의미로, 탄도탄 요격유도탄으로 방어하는 것을 의미한다. 그러나 요격유도탄로 방어하는 것만은 아니며 대표적으로 항공기 탑재 레이저가 개발중에 있다.
역사적으로, 유도탄방어는 대공 시스템의 일부분이었다. 역사적으로 미국의 유도탄방어 책임은 미국 육군에 있었다. 그러나 최근에는 미국 해군과 공군도 자체적으로 유도탄 요격 시스템을 개발중이다.

## 유도탄방어 분류
유도탄방어는 여러 가지 특징에 의해 분류될 수 있다:
적 유도탄의 유형/사거리에 따른 분류, 적 유도탄의 비행단계에 따른 분류, 외기권인가 대기권인가에 따른 분류 등이 있다.

### 적 유도탄의 유형/사거리에 따른 분류
세가지로 나뉜다. 전략(strategic) , 전구 (theater), 전술 (tactical). 각각 고유한 요격에 필요한 사항들이 있다. 그러므로 한 요격 시스템은 다른 종류의 적 유도탄에는 대응하기 힘들다. 그러나 종종 요격능력은 서로 겹쳐지는 경우도 있다.
- 전략유도탄방어 (Strategic missile defense): 초속 7 km/s (15,700 mph) 정도로 날아오는 장거리 ICBM을 요격한다. 현재 실전배치중인 시스템: 모스크바를 방어하는 러시아 A-135 시스템, 미국의 지상 발사형 중간비행단계 방어 (GMD: Ground-Based Midcourse Defense) 시스템. 방어하는 범위는 러시아는 지역방어가 되며, 미국 것은 국가방어가 된다.

- 전구유도탄방어 (Theater missile defense): 약 초속 3 km/s (6,700 mph) 정도의 속도로 날아오는 중거리 탄도유도탄을 방어한다. "전구 (theater)"는 반경 수백 킬로미터의 군사작전 지역을 말한다. 종말비행단계 고고도 지역 방어(THAAD: Terminal High Altitude Area Defense), 항공기 레이저, 이지스 BMDS가 있다.

- 전술유도탄방어 (Tactical missile defense): 초속 1.5 km/s (3,400 mph)이하로 날아오는 단거리 탄도유도탄을 요격한다. 사거리는 보통 20-80 km (12-50 miles) 정도이다. 현재 실전배치중인 전술유도탄방어 시스템: 패트리어트 유도탄.

### 적 유도탄의 비행단계에 따른 분류
탄도유도탄은 그 비행특성상, 세가지 비행단계를 거친다: 초기단계(boost phase), 중간단계(midcourse phase), 종말단계(terminal phase).
- 비행초기단계(Boost phase):
- 운동 에너지 요격기 (KEI, Kinetic Energy Interceptor)
- 항공기 레이저

- 비행중간단계(Mid-course phase):
- 지상 발사형 중간단계 방어 (GBI 미사일: Ground-Based Midcourse Defense)
- 이지스 BMDS
- 다탄두 요격체 (MKV: Multiple Kill Vehicle (원래는 소형 요격체(Miniature Kill Vehicle)였다.)

- 비행종말단계(Terminal phase):
- 종말고고도지역방어(THAAD: Terminal High Altitude Area Defense)
- 애로우 미사일, 미국 이스라엘 합작 개발 프로그램. 미국보다 먼저 실전배치에 성공한 이스라엘형 THAAD.
- 중거리 사거리 연장형 대공 방어 시스템 (MEADS: Medium Extended Air Defense System), 미국, 독일, 이탈리아 합작 개발 프로그램.
- KM-SAM
- 패트리어트 Advanced Capability-3(PAC-3)

### 외기권, 대기권에 따른 분류
유도탄방어는 대기권과 외기권의 두 영역에서 가능하다.
대부분의 탄도유도탄은 대기권과 외기권을 드나든다. 따라서 두 공간에서 요격이 가능하다. 각 영역에 따라 장단점이 있다.
- 대기권 탄도탄 요격유도탄들은 대개 짧은 사거리를 가진다. 장점: 물리적으로 작고 가볍다. 이동배치하기 쉽다. 대기권 요격에는 balloon 타입의 기만기가 작동하지 않는다. 단점: 사거리가 제한적이다. 방어지역범위가 제한적이다. 공격해오는 탄두를 추적하는 시간이 제한적이다. 예제: 패트리어트 유도탄.

- 외기권 탄도탄 요격유도탄들은 대개 장거리 유도탄이다. 장점: 오랜 추적시간이 가능해 더 오랜 판단시간을 확보할 수 있다. 더 소수의 요격 유도탄로 더 넓은 범위의 지역을 방어할 수 있다. 단점: 유도탄이 더 커지고 무거워진다. 이동배치 하기가 더 어렵다. 기만체를 식별해 낼 수 있어야 한다. 예제: GBI 미사일(Ground-Based Midcourse Defense).

THAAD와 같은 유도탄은 대기권, 외기권 모두에서 요격할 수 있다.

## 역사
1950년대와 1960년대에는, 유도탄방어는 전략(핵)유도탄에 대한 방어를 의미했다.
기술은 대부분 적 유도탄의 발사시점을 탐지하고, 다가오는 탄도유도탄들을 추적하는 것에 중점을 두었다. 그러나 실제 그 유도탄에 대한 방어능력은 제한적이었다.
1960년대 후반에 들어서야 제한된 탄도탄 요격이 가능할 정도로 기술이 성숙했다. 최초로, 이 탄도탄 요격유도탄들은 핵탄두를 장착했다. 요격 정확도가 낮기 때문에 핵탄두를 사용했다. 레이저가 요격수단으로 고려되기도 했다. 그러나 대기권 굴절문제와 파괴시키기에는 너무 단단한 탄두라는 점 등 다양한 문제점 때문에 포기되었다.
1950년대와 1960년대에 걸쳐서, 미국은 나이키 프로젝트를 진행했다. 이것은 원래는 적 폭격기를 겨냥한 방공 프로그램이었는데, 후에는 적 탄도유도탄의 요격으로 바뀌었다.
1950년대, 미국의 첫 탄도탄 요격유도탄 시스템은 나이키 허큘리스였다. 이것은 적의 탄도유도탄(ICBM은 아닌)을 요격하는 제한적인 능력을 가지고 있었다. 이것은 나이키 제우스로 이어졌다. 나이키 제우스는 핵탄두를 장착하고서 적 ICBM을 요격할 수 있었다. 그러나 나이키 제우스는 다른 제한사항들로 인해 실전배치되지는 못했다. 어쨌건, 1960년대 초반까지 나이키 제우스는 히트투킬이 가능한 최초의 탄도탄 요격유도탄이었다.
나이키 방공 시스템에 단거리인 스프린트 미사일이 추가되어서 제우스 미사일이 보강되었다. 이것을 "나이키 X"라고 불렀다. 이 시스템은 큰 출력의 레이다와 컴퓨터로 구성되었다.
Nike-X 프로그램은 센티넬 프로그램으로 재명명되었다.
이 프로그램의 목표는 주요 미국 도시들을 제한적인 ICBM 공격으로부터 방어하는 것이었다. 특히 중국을 겨냥한 것이었다.
소련은 탄도탄 요격유도탄 시스템을 1966년 모스크바 근처에 실전배치했다. 이것은 ICBM 기지 근처에 위치했다. 시스템은 여러번 업그레이드 되었고, 현재까지도 작전운용중이다.
1967년, 미국은 12개의 ICBM 기지들을 방어하기 위한 탄도탄 요격유도탄 프로그램을 발표했다.

### 냉전 종식
1990년대 후반과 2000년대 초반에, 순항유도탄에 대한 방어가 부시 행정부의 이슈가 되었다.
2002년에, 조지 부시 대통령은 ABM 협약의 일방적 탈퇴를 선언하였다. 이로 인하여 유도탄방어국에서 추진하는 탄도탄 요격유도탄(ABM) 시험과 개발이 더욱 탄력을 받게 되었다.
2003년에 GMD(Ground-Based Midcourse Defense)로 재명명되었다.
2006년 현재, 미국은 제한적인 작전이 가능한 탄도탄 요격유도탄 시스템을 알래스카에 실전배치하였다. 시스템은 원래 NMD(National Missile Defense)로 불리었는데,
순항유도탄에 대한 방어는 적의 저공비행하는 유인 비행기에 대한 방어와 비슷하다. 전투기의 방어법과 같이, 순항유도탄도 채프, 플레어, 저고도 비행으로 레이다에 탐지되는 것을 피할 수 있다. AWACS의 레이다는 저고도로 비행하는 유도탄을 도플러 레이다를 이용해 탐지할 수 있다. 또다른 가능한 방법으로는 특화된 인공위성으로 추적하는 방법이 있다.

## 비판

### 고속 유도탄 요격 불가능
현재 미국과 러시아의 최신형 유도탄 방어망인 패트리어트와 트리움프는 마하 10이하의 유도탄만 요격할 수 있다. 저속의 유도탄도 목표지점 부근에서 급상승하여 수직으로 급하강하여 마하 11의 속도를 내면, 현존하는 유도탄 방어망은 요격할 수 없다.

#### 반박
시험평가에서 마하10 이상의 유도탄을 우수한 성적으로 요격해낸 RIM-161 스탠더드 미사일 3, GBI 미사일 역시 미국이 현재 운용중이다. 특히 GBI는 요격시험에서 성공적으로 파편까지 요격해냈다.

### 낮은 명중률
마하 10이하의 저속 유도탄이라고 하더라도, 요격률은 100%가 안된다. 즉, 재래식 유도탄이라면 10발 중에 한두발은 떨어져도 큰 피해는 없지만, 핵유도탄이라면 한두발을 놓쳐도 피해는 괴멸적이다.

#### 반박
100%는 아니되, 최종요격률은 99% 이상의 요격률임은 부인할 수가 없다. 요격은 한 차례만 하는게 아니며, 90% 내외의 요격률로 5차례 이상만 요격해도 99%이상의 방어가 가능하다.

### 고가의 비용
고속은 불가능하고, 저속도 100% 요격은 아니면서도, 가격은 굉장히 비싸다. 즉, 능력도 없는데 비용만 천문학적이다.

#### 반박
방탄조끼도 만능은 아니다. 그러나 100%는 아니지만 총탄을 막아내고 살아날 확률이 훨씬 우세하기 때문에 방탄조끼는 계속 생산되고 군인들이 실전에서 입는다. 방탄조끼의 가격도 수십만원을 호가해서 몇 백원에 불과한 총알보다 수백배 이상이나 비싸다. 그러나 수십만원의 방탄조끼를 아끼기 위해 가격으로 환산 불가능한 군인의 목숨을 보호할 수 있기 때문에 유도탄방어의 중요성도 절대적이다.

#### 비용을 충분히 지불할 수 있는 경제력이 있으면 해결된다.
세계 1위 경제대국 미국은 2011년부터 2015년까지만 100억 달러 이상의 예산만 SM-3 사업에 투자했다. 트럼프 대통령의 2019년 예산 요청에는 미사일 방어 프로그램에 대한 129 억 달러가 포함되어 있E다. 2018년과 2020년의 SM-3 예산 보고서에 의하면 2020년 미국은 이미 538발의 미사일을 갖고 있다.
| 종류          | 16년도 | 17년도 | 18년도 | 19년도 | 20년도 | 21년도 | 22년도 |
| ------------- | ------ | ------ | ------ | ------ | ------ | ------ | ------ |
| SM-3 Blk I/IA | 150    | 150    | 150    | 150    | 150    | 150    | 150    |
| SM-3 Blk IB   | 218    | 253    | 287    | 324    | 350    | 376    | 382    |
| SM-3 Blk IIA  | 17     | 17     | 23     | 29     | 38     | 50     | 70     |
| 전체          | 385    | 420    | 460    | 503    | 538    | 576    | 602    |

63척의 알레이버크급 중에서 대륙간탄도미사일을 요격하는 임무를 수행가능한 소프트웨어, 컴퓨터, 미사일체계를 갖춘 알레이버크급은 23척이며, 베이스라인5부터는 SM-3만 탑재하면 탄도미사일 요격임무가 수행가능하다. 34척에 SM-3 무장만 가하면 57척의 이지스함으로 미국 본토를 대륙간탄도미사일로부터 방어할 수 있는 셈이다.
| 소프트웨어  | 시스템 구성               | 함번       | 대수 | ICBM 요격능력 |
| ----------- | ------------------------- | ---------- | ---- | ------------- |
| 베이스라인7 | AN/SPY-1D, SM-2Blk4, SM-3 | 91번-113번 | 23척 | O             |
| 베이스라인6 | CEC, ESSM, AN/UYQ-70      | 79번-90번  | 12척 | △             |
| 베이스라인5 | SM-2Blk4, C2P/JTIDS       | 57번-78번  | 22척 | △             |
| 베이스라인4 | AN/SPY-1D, AN/UYK-43/44,  | 51번-56번  | 6척  | X             |

즉, 미국은 현재 20척~30척의 이지스함을 실전배치하고 있고 간단한 개량 사업만 하면 57척의 이지스함을 만들 수 있다. 이지스함이 될 수 있는 준비가 된 고성능 구축함이 34척이다. 2040년까지 미국 해군에는 40척의 BMD가 추가된다. 베이스라인6부터 계산할시, 미국은 75척의 탄도미사일 요격가능한 이지스함과, 전체 100척이 넘는 이지스 구축함을 갖게 된다.

### 유언비어
- 1990년대 패트리어트 미사일이 스커드 미사일 상대로 10% 미만의 요격률을 보여주었다는 논란이 있다.

#### 반박
- 1991년 당시 美 패트리어트가 이라크 스커드 미사일을 요격하는데 실패하였고 이것이 미 육군 막사에 떨어져 28명이 죽고 98명이 부상당한 것이 사실이다. 조사 결과 소프트웨어에서 시간 값의 형식을 전환하면서 생긴 라운드오프 에러로 시간 오차가 발생하였고 이것이 레인지 게이트의 부정확한 계산으로 이어져 엉뚱한 위치에서 적의 미사일을 찾는 결과를 낳음, 소프트웨어의 오류였을 뿐, 수정하자 요격률은 정상적으로 40%~60% 이상으로 상승했음.[6][7]

## 잘 알려진 방어 시스템
- MIM-23 호크
- 패트리어트 유도탄
- MEADS(Medium Extended Air Defense System)

## 대한민국
미국은 한국에 레이다 등을 설치해, 북한의 모든 탄도 미사일 발사를 7초만에 탐지해낸다. 그동안 언론에는 1분이나 2분만에 탐지했다고 보도되었지만, 최근 알려진 미국발뉴스에서는 7초라고 보도되었다.

## 같이 보기
- 한국형 미사일 방어체제(KMD)
- S-300(러시아판 패트리어트 미사일)
- NMD
- 탄도탄 요격 미사일
- 대위성 무기
- 세이프가드 프로그램
- GBI 미사일

## 참고자료
- Nicole C. Evans, "Missile Defense: Winning Minds, Not Hearts", Bulletin of the Atomic Scientists, September/October 2004.